# Comté de Quilpie

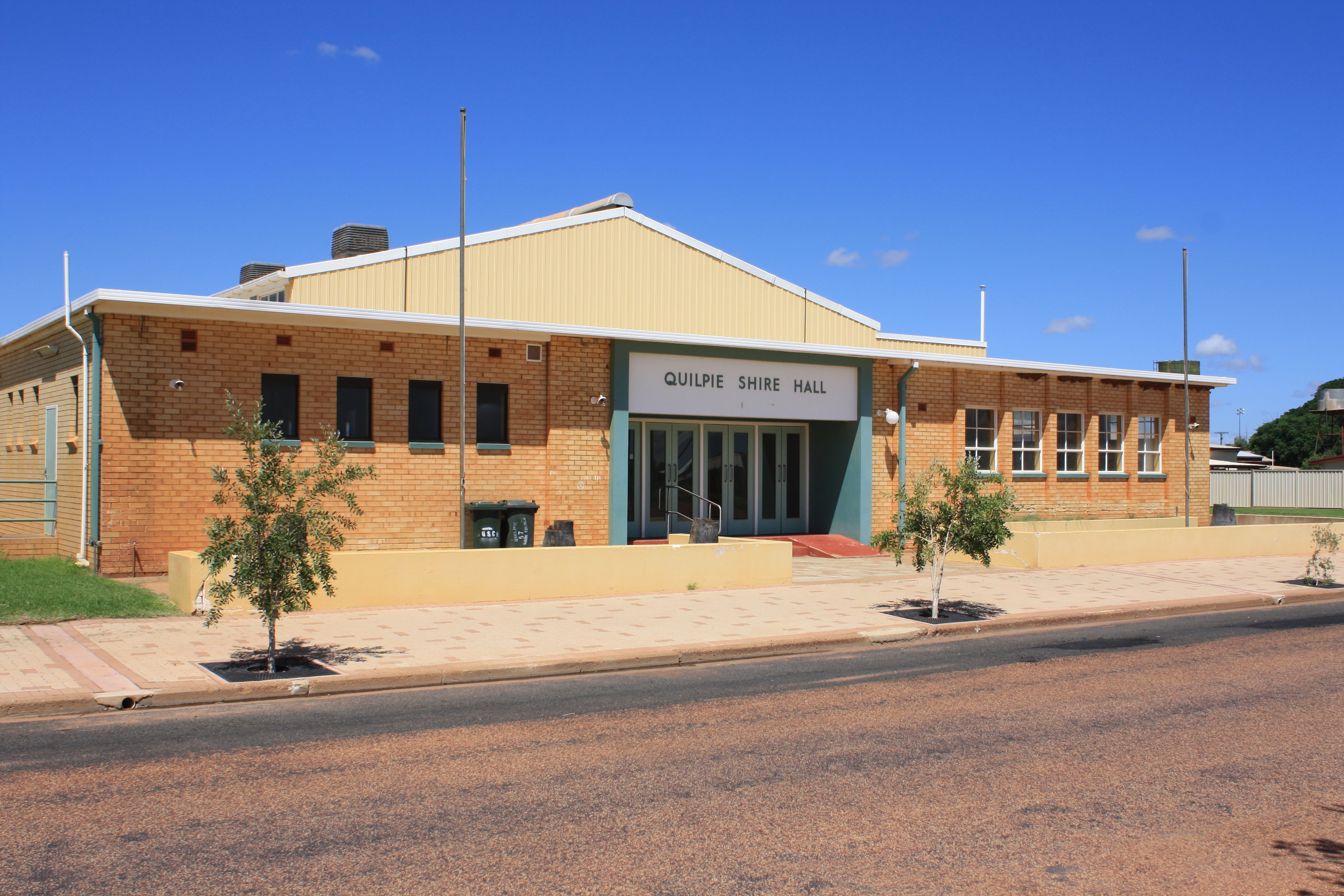
Le siège du comté à Quilpie.

Le comté de Quilpie (en anglais : Shire of Quilpie) est une zone d'administration locale située dans l'État du Queensland en Australie, dont le siège est Quilpie.

## Géographie
La zone s'étend sur 67 415 km2 dans le sud-ouest du Queensland et comprend les localités de Quilpie, Adavale, Cheepie, Eromanga et Toompine.
L'élevage est la principale activité avec également la présence de mines d'opale.

## Histoire
Le comté est créé le 17 juillet 1930 par la fusion des comtés d'Adavale et Bulloo avec des parties de ceux de Barcoo, Murweh et Paroo. Le 4 juillet 1931, le comté de Bulloo est cependant reconstitué.

## Démographie
| 1933  | 1947  | 1954  | 1961  | 1966  | 1971  | 1976  | 1981  | 1986  |
| ----- | ----- | ----- | ----- | ----- | ----- | ----- | ----- | ----- |
| 1 965 | 1 931 | 2 387 | 2 534 | 2 051 | 1 685 | 1 440 | 1 430 | 1 490 |

| 1991  | 1996  | 2001  | 2006 | 2016 | 2021 | - | - | - |
| ----- | ----- | ----- | ---- | ---- | ---- | - | - | - |
| 1 406 | 1 402 | 1 175 | 986  | 813  | 698  | - | - | - |

## Politique et administration
Le conseil comprend le maire et quatre autres membres, élus pour un mandat de quatre ans. Les dernières élections ont eu lieu le 28 mars 2020.

### Liste des maires
| Période                                  | Période  | Identité             | Étiquette | Qualité |
| ---------------------------------------- | -------- | -------------------- | --------- | ------- |
| Les données manquantes sont à compléter. |          |                      |           |         |
| 1997                                     | 2012     | Peirce David Edwards |           |         |
| 2012                                     | en cours | Stuart Mackenzie     |           |         |

La zone est rattachée à la circonscription de Maranoa pour les élections fédérales et à celle de Warrego pour les élections à l'Assemblée législative du Queensland.